# Distretto di Paksong
Il distretto di Paksong è uno dei dieci distretti (mueang) della provincia di Champasak, nel Laos.  Ha come capoluogo la città di Paksong.